# Regione di Tahoua
La regione di Tahoua (ufficialmente Région de Tahoua, in francese) è una delle 8 regioni del Niger. Prende il nome dal suo capoluogo Tahoua.

## Dipartimenti
La regione è divisa in 8 dipartimenti:

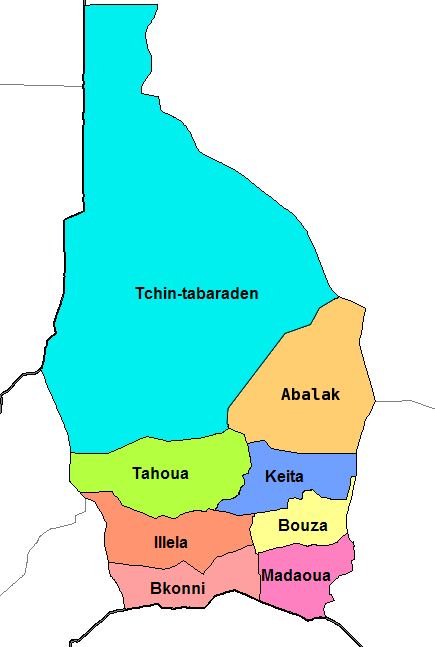
Dipartimenti della regione di Tahoua

- Abalak
- Birni N'Konni
- Bouza
- Illéla
- Keita
- Madaoua
- Tahoua
- Tchintabaraden